# Petasites hybridus

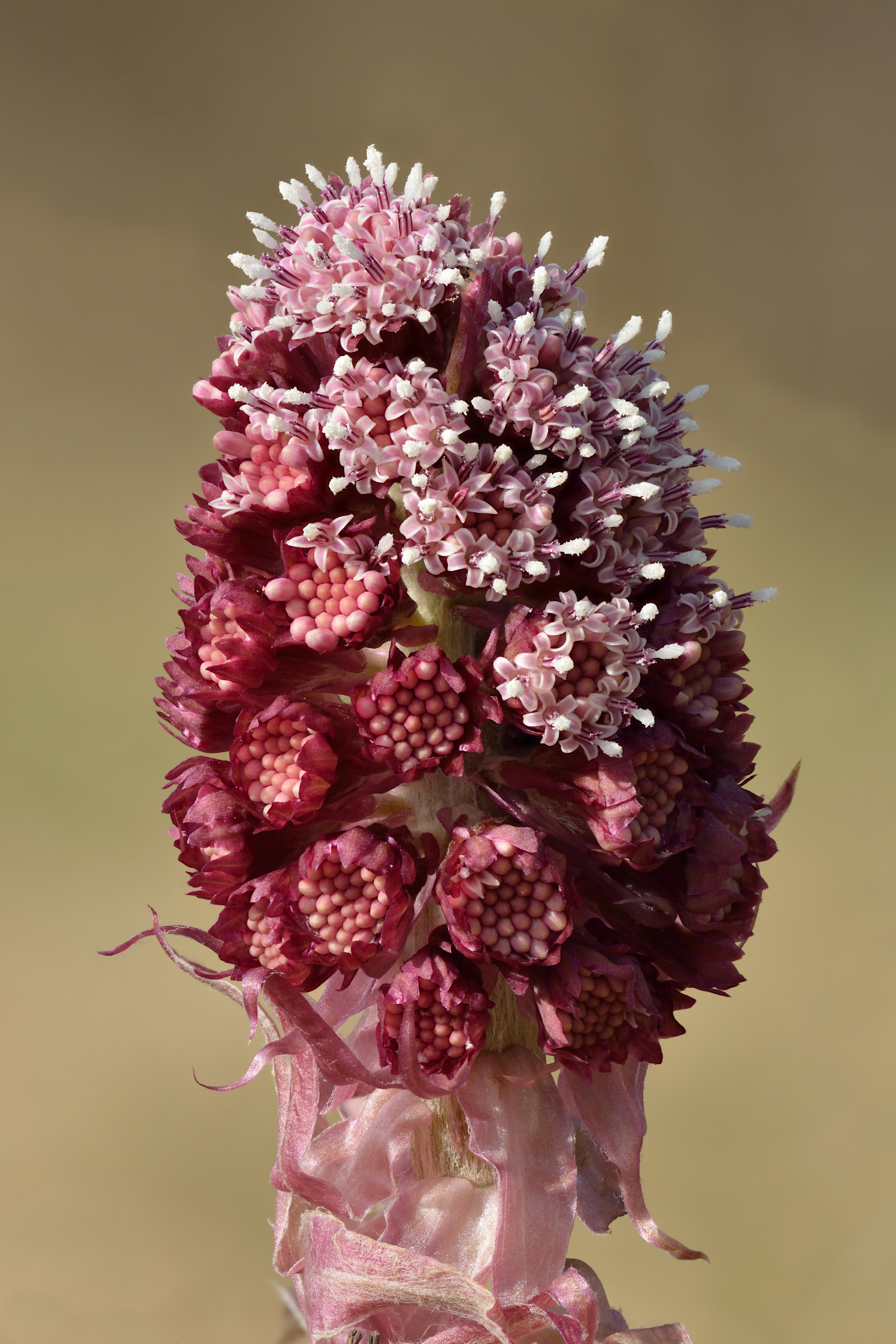
Inflorescència

La barretera (Petasites hybridus) és una espècie de planta amb flors del gènere --- dins la família de les asteràcies (Asteraceae). Són plantes natives d'Europa, Iran i Turquia.
Addicionalment pot rebre els noms de capellera, petasitis, pota d'euga, pota de cavall, pota de cavall negra i sosa dura. També s'han recollit les variants lingüístiques sombrerera.

## Etimologia
El terme "Petasites" prové del grec i significa barret de Petasos, fa referència a les seves grans fulles, al fet que poden tenir aquesta funció. Hybridus prové del llatí i vol dir híbrid.

## Ecologia
A les vores humides de rius i rieres, també en terrenys parcialment entollats. En llocs de muntanya.

## Descripció
Petasita és una planta herbàcia perenne pot arribar a tenir unes dimensions d'1 metre. Rel axonomorfa. Destaca el seu rizoma, que és molt desenvolupat. Les fulles són basals i apareixen després de la floració, tenen un pecíol molt llarg i poden arribar a fer 30cm de diàmetre. Sense estípules, alterna/alternes, amb el marge lleugerament serrat i la forma del limbe cordiforme. La nervadura és palmada.
Les inflorescències són en capítol. A la vegada, aquests capítols es disposen formant un raïm. Les inflorescències masculines s'assequen ràpidament després de la floració; els capítols estan al principi molt compactes, però més endavant les inflorescències es tornen més laxes. Els capítols masculins tenen fins a 8 mm de llargària, mentre que en les inflorescències femenines fan aproximadament 4 mm. A la base del capítol presenten unes bràctees estretes i vermelloses. També presenten un vil·là o papus.
Flors dioiques corol·la gamopètala formada per flors tubuloses de 5 pètals, color vermellós més o menys intens.
L'androceu està constituït per 5 estams (singenèsics: soldats fent un altre tub, per la cara anterior a l'antera).
El gineceu és pluricarpel·lar amb 2 carpels soldats. Ovari ínfer. Els fruits són aqueni/aquenis de color vermellós.
L'arrel, les fulles i principalment el rizoma d'aquesta planta s'utilitzen per les seves virtuts medicinals.

## Composició química
Conté diversos olis essencials
- Ésters d'alcohols de tipus eremofilànic com petasol, isopetasol, lactones, inulina, pectina, alcaloides pirrolizidínics entre d'altres.

## Usos medicinals
- Potent espasmòdic.
- Sedant
- Gastroprotector, antihipertensiu, mucolític i expectorant.
- Condicionador de la pell.

S'usa també com a complement dietètic per combatre la tos (antitussigen), la bronquitis i la migranya.

## Accions farmacològiques
En ús extern s'ha utilitzat tradicionalment com a cicatritzant. És indicada per a la tos irritativa, bronquitis, asma...A més a més, també va bé per a les migranyes i les dismenorrees.Estats en els que cal un augment de la diüresi: afeccions urinàries (cistitis, uretritis, oligúria, urolitiasis), hiperazotèmia, hiperuricèmia, gota, hipertensió arterial, edemes, sobreprès acompanyat de retenció de líquids. Ansietat, insomni. Gastritis, úlcera gastroduodenal, espasmes gastrointestinals. Tòpicament: ferides, ulceracions tròfiques.

## Toxicitat
Conté alcaloides derivats d'ornitina i lisina, concretament alcaloides pirrolizidínics. Poden causar dolors abdominals, ascites, pèrdua de gana, i un increment considerable dels valors de les transaminases en sang i hepatomegàlia. Aquests alcaloides actuen també com a agents mutàgens i inductors de tumors hepàtics.
Ús exclusiu per prescripció facultativa. S'ha de tenir en compte el contingut alcohòlic de l'extracte fluid i de la tintura.
Contraindicat per l'embaràs, lactància, nens, pacients amb hepatopaties...degut a la presència d'alcaloides pirrolizidínics (que poden ser cancerígens).